# 에스토니아 철도

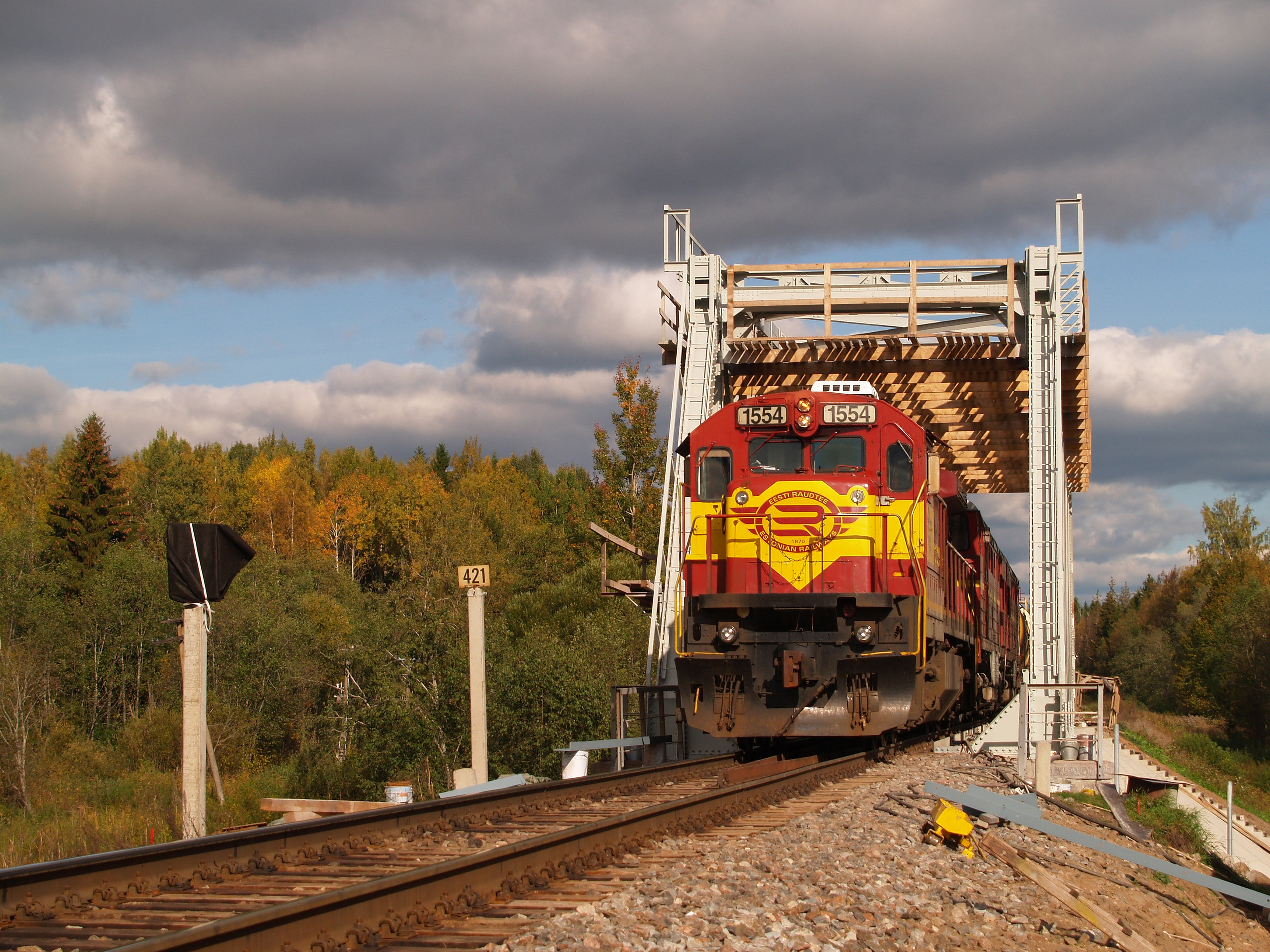

에스토니아 철도(Eesti Raudtee, EVR)는 에스토니아의 국유 철도 기반시설 기업이다. 에스토니아 전역의 691킬로미터의 광궤(1,524m) 철도망을 보유하고 있으며, 탈린의 엘론, 상근열차가 사용하는 192킬로미터를 포함한다. 에스토니아 정부가 유일한 주주이다.